# Olympische Sommerspiele 2008/Radsport – Einzelzeitfahren Straße (Männer)
Das Einzelzeitfahren der Männer im Straßenradsport bei den Olympischen Spielen 2008 in Peking fand am 13. August 2008 statt.
Das Rennen war gut 47 km lang, der Start und das Ziel befanden sich am Juyongguan-Pass. Den Olympiasieg sicherte sich der amtierende Weltmeister Fabian Cancellara aus der Schweiz mit einem Vorsprung von 33 Sekunden auf den Schweden Gustav Larsson. Die Bronzemedaille gewann Levi Leipheimer aus den USA.

## Strecke
Das Rennen wurde auf dem Rundkurs am nördlichen Ende des Urban Cycling Road Course absolviert. Start und Ziel befanden sich bei Juyongguan an der chinesischen Mauer, etwa 50 km von Peking entfernt. Es handelt sich um eine bergige Gegend; auf dem Kurs mussten verhältnismäßig große Höhenunterschiede bewältigt werden.

## Titelträger
| Olympiasieger | Wjatscheslaw Jekimow | Athen 2004     |
| Weltmeister   | Fabian Cancellara    | Stuttgart 2007 |

## Ergebnisse
| Rang | Athlet               | Nation             | Zeit         |
| ---- | -------------------- | ------------------ | ------------ |
| 1    | Fabian Cancellara    | Schweiz            | 1:02:11,43 h |
| 2    | Gustav Larsson       | Schweden           | 1:02:44,79 h |
| 3    | Levi Leipheimer      | Vereinigte Staaten | 1:03:21,11 h |
| 4    | Alberto Contador     | Spanien            | 1:03:29,51 h |
| 5    | Cadel Evans          | Australien         | 1:03:34,97 h |
| 6    | Samuel Sánchez       | Spanien            | 1:04:37,24 h |
| 7    | Svein Tuft           | Kanada             | 1:04:39,44 h |
| 8    | Michael Rogers       | Australien         | 1:04:46,85 h |
| 9    | Stef Clement         | Niederlande        | 1:04:59,42 h |
| 10   | Robert Gesink        | Niederlande        | 1:05:02,88 h |
| 11   | Steve Cummings       | Großbritannien     | 1:05:07,91 h |
| 12   | David Zabriskie      | Vereinigte Staaten | 1:05:17,82 h |
| 13   | Bert Grabsch         | Deutschland        | 1:05:26,20 h |
| 14   | Vincenzo Nibali      | Italien            | 1:05:36,01 h |
| 15   | Ryder Hesjedal       | Kanada             | 1:05:42,33 h |
| 16   | Rein Taaramäe        | Estland            | 1:05:47,33 h |
| 17   | Wladimir Karpez      | Russland           | 1:05:52,38 h |
| 18   | Chris Anker Sørensen | Dänemark           | 1:05:55,42 h |
| 19   | Denis Menschow       | Russland           | 1:06:10,54 h |
| 20   | Wassil Kiryjenka     | Belarus            | 1:06:12,19 h |
| 21   | Marzio Bruseghin     | Italien            | 1:06:20,95 h |
| 22   | Kim Kirchen          | Luxemburg          | 1:06:29,63 h |
| 23   | Andrei Misurow       | Kasachstan         | 1:06:32,05 h |
| 24   | Santiago Botero      | Kolumbien          | 1:06:35,43 h |
| 25   | Maxime Monfort       | Belgien            | 1:07:12,71 h |
| 26   | László Bodrogi       | Ungarn             | 1:07:27,49 h |
| 27   | Simon Špilak         | Slowenien          | 1:07:34,86 h |
| 28   | Matej Jurčo          | Slowakei           | 1:07:52,92 h |
| 29   | Matías Médici        | Argentinien        | 1:07:53,09 h |
| 30   | David George         | Südafrika          | 1:07:55,21 h |
| 31   | Andrij Hrywko        | Ukraine            | 1:08:01,25 h |
| 32   | Brian Vandborg       | Dänemark           | 1:08:10,20 h |
| 33   | Przemysław Niemiec   | Polen              | 1:08:43,43 h |
| 34   | Hossein Askari       | Iran               | 1:08:46,30 h |
| 35   | Raivis Belohvoščiks  | Lettland           | 1:08:54,96 h |
| 36   | Denys Kostjuk        | Ukraine            | 1:09:04,04 h |
| 37   | Matija Kvasina       | Kroatien           | 1:09:06,49 h |
| 38   | Fumiyuki Beppu       | Japan              | 1:11:05,14 h |
| DSQ  | Stefan Schumacher    | Deutschland        | 1:05:25,38 h |

Stefan Schumacher wurde nachträglich wegen positiver Dopingproben disqualifiziert und aus den Ergebnissen gestrichen.